# باس ريفيس
باس ريفيس (بالإنجليزية: Bass Reeves)‏ هو ضابط شرطة أمريكي، ولد في 1 يوليو 1838 في مقاطعة كروفورد في الولايات المتحدة، وتوفي في 12 يناير 1910 في موسكوجي في الولايات المتحدة بسبب التهاب الكلى.

## وصلات خارجية
- باس ريفيس على موقع الموسوعة البريطانية (الإنجليزية)